# Distant Voices, Still Lives
Distant Voices, Still Lives (no Brasil, Vozes Distantes; em Portugal, Vozes Distantes, Vidas Suspensas) é um filme de drama britânico de 1988 dirigido e escrito por Terence Davies. É protagonizado por Freda Dowie e Pete Postlethwaite.

## Elenco
- Pete Postlethwaite – Tommy Davies
- Freda Dowie – Mãe
- Lorraine Ashbourne – Maisie Davies
- Angela Walsh – Eileen Davies
- Dean Williams – Tony Davies
- Jean Boht – Nell
- Michael Starke – Dave
- Andrew Schofield – Les
- Debi Jones – Micky
- Chris Darwin – Red
- Vincent Maguire – George
- Pauline Quirke – Doreen
- Toni Mallen – Rose